# Томаш Чубак
Томаш Леслав Чубак (пол. Tomasz Lesław Czubak; нар. 16 грудня 1973) — польський легкоатлет, який спеціалізувався в бігу на короткі дистанції.

## Спортивні досягнення
Чемпіон світу з естафетного бігу 4×400 метрів (1999). Бронзовий призер з естафетного бігу 4×400 метрів на чемпіонаті світу (1997).
Фіналіст (4-е місце) з естафетного бігу 4×400 метрів на чемпіонаті світу серед юніорів (1992).
Срібний призер з естафетного бігу 4×400 метрів та фіналіст (4-е місце) з бігу на 400 метрів на чемпіонаті Європи (1998). Фіналіст (6-е місце) з естафетного бігу 4×400 метрів на чемпіонаті Європи (1994).
Фіналіст (4-е місце) бігу на 400 метрів на чемпіонаті Європи в приміщенні (1998).
Срібний призер з естафетного бігу 4×400 метрів на Кубку Європи (1999).
Срібний призер з естафетного бігу 4×400 метрів на чемпіонаті Європи серед юніорів (1991).
Чемпіон Польщі з бігу на 400 метрів (1992, 1993, 1994, 1997).
Чемпіон Польщі в приміщенні з бігу на 400 метрів (1995, 1997, 1998).
Рекордсмен Польщі з бігу на 400 метрів — 44,62 (1999).